# 泣いて馬謖を斬る

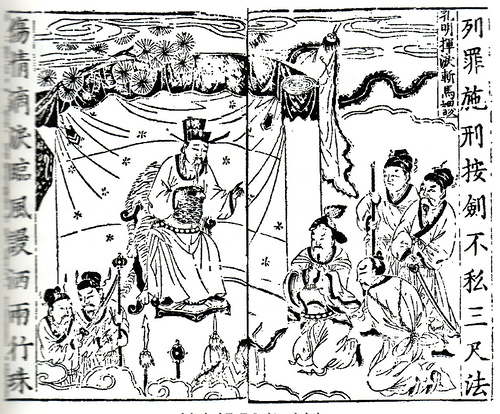
孔明揮涙斬馬謖

『泣いて馬謖を斬る』（ないてばしょくをきる、中: 揮淚斬馬謖、「涙を揮って馬謖を斬る」とも）とは、中国の三国時代、蜀の諸葛亮が日ごろ重用していた配下の馬謖が命に従わず魏に大敗したために、泣いて斬罪に処した（あるいは泣きながら斬罪を命じた）という「蜀志」馬謖伝の故事から、規律を保つために、たとえ愛する者であっても、違反者は厳しく処分することのたとえ、である。

## 成語の経緯
出典『三国志』「蜀書馬良伝」
蜀の武将の馬謖が、街亭の戦いで諸葛亮の指示に背いて敗戦を招いた。この責任をとり馬謖は処刑されることになるが、愛弟子の馬謖の処刑に踏み切るにあたり諸葛亮は涙を流した。後に蔣琬から「馬謖ほどの有能な将を」と彼を惜しむ意見もあったが、諸葛亮は「軍律の遵守が最優先」と再び涙を流しながら答えたという。そしてその後、蒋琬から「泣いて馬謖を切る」という言葉を、諸葛亮に言った事が成り立ち。

## 「正史」と『演義』における違い
この故事に関する記述は、「正史」と小説『三国志演義』で若干異なっている。
「正史」では「諸葛亮は彼（＝馬謖）のために涙を流した」と書かれている。つまり、軍律を守る為に愛弟子を処刑することになり、彼のことを思って諸葛亮は泣いたとされている。
しかし『演義』では、何故泣くのかを蔣琬に訊かれた諸葛亮は「馬謖のために泣いたのではない」と答えている。諸葛亮は劉備に「馬謖を重く用いてはならない」という言葉を遺されていたにも拘らず、その言葉を守らなかった自分の不明を嘆き、泣いたとされている。

## 現代における使用
現在の日本では、「どんなに優秀な者であっても、法や規律を曲げて責任を不問にすることがあってはいけない」という意味で使用されることが多く、「正史」の記述に則したものであると言える。マスメディアでは、何か不祥事などを起こし仕方なく処分された人物などがいた場合に「泣いて○○を斬る」などと引用して利用されることがある。